# Hellgate: London
Hellgate, cunoscut inițial ca Hellgate: London, este un joc RPG de acțiune cu tematică fantezie întunecată original dezvoltat de Flagship Studios și distribuit la 31 octombrie 2007. A fost dezvoltat de o echipă de foști angajați ai Blizzard Entertainment, unii dintre ei participând la crearea seriei de jocuri Diablo.  
Amplasat în anul 2038 într-o Londră post-apocaliptică, Hellgate: London este un joc RPG „Hack and slash” cu un ritm rapid al acțiunii. Acesta include elemente aleatorii ca cele rogue, cum ar fi caracteristici ale armelor și ale armurilor, obiecte de adunat, înfruntarea unui monstru de final de nivel (mob spawns) și compoziția nivelelor. Jocul avea atât suport singleplayer cât și multiplayer online în momentul în care a fost lansat, deși suportul online pentru SUA/UE a fost oprit. Înainte de închiderea studioului, Flagship Studios a lansat o actualizare majoră de conținut numită The Stonehenge Chronicles urmată de alta, The Abyss Chronicles, ambele lansate pe servere de testări. Versiunea singleplayer dispune de un scenariu în 5 capitole și atunci când finalizat jucătorul poate reporni jocul din nou în modul de dificultate Nightmare și având posibilitatea de a crea personaje noi în modul Elite.